# Jenny Gropp
Jenny Gropp, auch Jenny Gropp Hess  (* 1979 in Houston, Texas) ist eine amerikanische ehemalige Chefredakteurin, Poetin und Autorin.

## Leben und Werk
Jenny Gropp studierte Englische Literatur an der University of Montana in Missoula in Montana bis zum Bachelor of Arts. Nach ihren Bachelorabschluss verbrachte sie einige Jahre im Ausland und arbeitete u. a. als Englischlehrerin in Japan. Danach studierte sie Creative Writing an der University of Alabama in Tuscaloosa in Alabama und schloss ihr Studium mit dem Master of Fine Arts ab.
Sie war von 2012 bis 2018 Chefredakteurin von The Georgia Review und lebte in Athens in Georgia.
Derzeit ist sie für des Woodland Pattern Book Centers in Milwaukee tätig, das sie seit Anfang 2018 zusammen mit ihrer Partnerin, der Dichterin Laura Solomon, leitet.
Jenny Gropp hat zahlreiche Gedichte veröffentlicht, u. a. in Colorado Review, Seneca Review, Denver Quarterly, American Letters & Commentary, Seattle Review, DIAGRAM, Best New Poets 2012, und Columbia: A Journal of Literature & Art.

## Werke
- 2017: The Hominine Egg, Kore Press, ISBN 978-1-888553-88-8 (Gedichtband).
- 2018: On Flight, Oxeye Press.
- 2018: Animal Between, Wells College Press.
- 2018: March 24, 2018, Woodland Pattern Book Center.